# Strigula glabra
Strigula glabra är en lavart som först beskrevs av A. Massal., och fick sitt nu gällande namn av V. Wirth. Strigula glabra ingår i släktet Strigula och familjen Strigulaceae.   Inga underarter finns listade i Catalogue of Life.